# Stephan Tetens
Stephan Tetens (født 3. maj 1773 i Horsens, død 5. januar 1855 i København) var en dansk biskop.

## Karriere
Han var søn af biskop Peder Tetens og hustru. Han dimitteredes fra Viborg Katedralskole 1789, tog 1792 teologisk embedseksamen og 1794 skoleembedseksamen, hvorefter han rejste udenlands.
Han tog til Göttingen og sluttede sig her begejstret til Christian Gottlob Heyne, der blev hans velynder og vejleder; især lagde Tetens sig efter græsk litteratur og samlede i Paris stof til en udgave af den græske lærer i retorik Hermogenes (en). Udgaven kom aldrig, men i 1797 disputerede han i København for den filosofiske doktorgrad med et arbejde om denne retoriker. Afhandlingen bærer vidnesbyrd om godt kendskab til antik retorik og var – som alle hans latinske arbejder – skrevet i klar og elegant stil.
Samme år blev han konrektor i Ribe. 1804 blev han sognepræst ved Trinitatis Kirke i Fredericia og 1811 ved Sankt Knuds Kirke i Odense og stiftsprovst for Fyens Stift, i hvilken egenskab han bl.a. konfirmerede H.C. Andersen. 1813 blev han Ridder af Dannebrog, og 1819 udnævntes han til biskop i Ribe Stift. Endnu samme år blev han i stedet biskop for Als-Ærø Stift, en post han holdt indtil 1848 hvor han blev efterfulgt af Jørgen Hansen. 1826 blev han Dannebrogsmand og udnævntes 1836 til Kommandør af Dannebrog. Han entledigedes 1847 og døde i København 5. januar 1855.

## Teologisk ståsted
Tetens har udgivet en oversættelse af Plutarch i fire bind (1800-11) samt oversættelser af enkelte andre skrifter fra den græske oldtid samt nogle mindre teologiske og opbyggelige skrifter. Endnu 1837 udsendte han en tale af Demosthenes, og i begge tilfælde var han den første som indførte disse forfattere i dansk litteratur. 
Han tilhørte nærmest den rationalistiske åndsretning, således som denne fremtrådte hos hans samtidige, og han har medunderskrevet biskoppernes hyrdebrev ved Tusindårsfesten for kristendommens indførelse 1826, ved hvilken lejlighed han også skrev en lovtale over Ansgar. Han var også biblicist.

## Virke og strid med Augustenborgerne
Som biskop påskønnedes han i høj grad af sine præster. Allerede 1841 ville han tage sin afsked, men han opgav dette, da samtlige præster bad ham blive i embedet, en bøn, der tillige understøttedes af regeringen. 1844 holdt han under stor deltagelse fra præsternes, lærernes og hele menighedens side sit 50 års jubilæum som præst. Derimod kom han ikke godt ud af det med hertugen af Augustenborg og dennes broder. Allerede 1821 kalder hertugen ham "en hul, listig gejstlig, som søger at tiltrække sig saa megen Magt som muligt", og prinsen ønsker 1825, at han kunne give Tetens et ørefigen, så han døde af det: "Die Welt sollte sehen, dass man einen Lump mit einer Ohrfeige todt schlagen konnte". Tetens modsatte sig dengang hertugens forsøg på at få rådighed over skolevæsenet på sine godser, og hertugen tog ham ilde op, at han på egen hånd gennem præsterne havde foranstaltet en indsamling til dem, der var skadelidte ved den store vandflod. Siden blev stridspunkterne af større betydning, og hertugen havde stedse en årvågen modstander i Tetens.
Han ægtede 20. december 1797 den af J.P. Mynster omtalte Karen Sophie Gaarder (13. oktober 1771 på gården Ågviken i Halse Sogn, Norge – 21. april 1844 i Ketting), datter af oberst Ole Gaarder (1732-1799) og Else Sophie Meldal (1746-1821). Han er begravet på Assistens Kirkegård, men en mindesten er rejst ved Ketting Kirke på Als. Der findes et portrætmaleri fra 1813 af Andreas Ernst Fich (Ketting Kirke) og et portrætmaleri i Ribe Domkirke.